# 구자성
구자성(1992년 9월 22일~)은 대한민국의 배우이자 모델이다.

## 출연작

### 드라마
- 2017년 웹드라마 《더블루씨》 - 성기수 역
- 2018년 JTBC 금토드라마 《미스티》 - 곽기석 역
- 2019년 SBS 월화드라마 《초면에 사랑합니다》 - 기대주 역
- 2020년 JTBC 수목드라마 《우리, 사랑했을까》 - 오연우 역
- 2022년 IHQ, MBN 수목드라마 《스폰서》 - 현승훈 역
- 2025년 MBC 금토드라마 《모텔 캘리포니아》 - 차승언 역